# 尖紋鸚竺鯛
尖紋鸚竺鯛（學名：Ostorhinchus oxygrammus），又稱尖紋鸚天竺鯛，為輻鰭魚綱鈎頭魚目天竺鯛科鸚竺鯛屬下的一個種，分布於中西太平洋印尼四王群島海域，深度35至50公尺，本魚體呈橢圓形，體稍側扁，頭大、眼大、口大且斜裂，頜齒細小，前鰓蓋骨邊緣有鋸齒，鰓蓋骨後緣棘不發達，體被弱櫛鱗，體色半透明帶白色，體中部有一條黑色縱帶延伸至尾鰭，背部及頭部帶有藍綠色將屬光不規則細紋，背鰭2個，尾鰭凹入，背鰭硬棘8枚、背鰭軟條9枚、臀鰭硬棘2枚、臀鰭軟條8枚，體長可達3.9公分，棲息在礁石區，夜間活動，屬肉食性，繁殖期時，雄魚具有口孵習性，卵約7日化成仔魚，由雄魚吐出，具短暫的仔魚飄浮期，生活習性不明。